# Imaginations from the Other Side
Az Imaginations from the Other Side a Blind Guardian német power metal együttes ötödik albuma. Az 1995. április 5-én megjelent lemez producere ezúttal a Sweet Silence Studios tulajdonosa és vezetője Flemming Rasmussen. Sok tekintetben elsőnek számít ez az album:
- Az első stúdióalbum, amit Németországon kívül vettek fel.
- Az első album, aminek nem Kalle Trapp a producere.
- Az első album, amelyben nem énekel és nem gitározik a Kai Hansen(Gamma Ray).
- Az első album, amihez kislemezt is kiadtak: A Past and Future Secret és Bright Eyes.

2007. június 5-én újra kiadták bónusz dalokkal és videókkal.

## Számok listája
1. Imaginations from the Other Side – 7:18
2. I'm Alive – 5:29
3. A Past and Future Secret – 3:47
4. The Script for My Requiem – 6:08
5. Mordred's Song – 5:27
6. Born in a Mourning Hall – 5:12
7. Bright Eyes – 5:15
8. Another Holy War – 4:31
9. And the Story Ends – 5:59

- Japán Bónusz Dalok

10. The Wizard (Uriah Heep dala) – 3:17
11. The Script for My Requiem (demó verzió) – 7:01
- Japán Limitált Példányszámú Kiadás

10. I'm Alive (demó verzió) – 5:20
11. Imaginations from the Other Side (demó verzió) – 7:03
12. A Past and Future Secret (demó verzió) – 3:38
13. The Script for My Requiem (demó verzió) – 7:01
- 2007-es kiadás

10. A Past and Future Secret (demó verzió) – 3:38
11. Imaginations from the Other Side" (demó verzió) – 7:03
12. The Script for My Requiem (demó verzió) – 7:01
13. Bright Eyes (video)
14. Born in a Mourning Hall (video)

## Felállás
- Hansi Kürsch – ének és basszusgitár
- André Olbrich – szólógitár, ritmusgitár, akusztikus gitár és háttérvokál
- Marcus Siepen – ritmusgitár, akusztikus gitár és háttérvokál
- Thomas "Thomen" Stauch – dob

## Vendég zenészek
- Mathias Wiesner - effektek
- Jacob Moth - akusztikus gitár a A Past and Future Secret című dalban
- Billy King, "Hacky" Hackmann, Rolf Köhler, Piet Sielck, Ronnie Atkins - háttérvokál

## Produkció
- Andreas Marschall - album borító
- Ulf Thürmann - fényképek
- Flemming Rasmussen - producer és keverés
- Flemming Rasmussen és Piet Sielck - hangmérnökök
- Henrik Vindeby - hangmérnök asszisztens
- Flemming Rasmussen és Cuni - dob technika

## A dalokról
- Az Imaginations from the Other Side című számban utalás van az Óz, a csodák csodája, a Pán Péter, a A Gyűrűk Ura, az Alice Csodaországban, a Kard a kőben, a Narnia Krónikái és a Corum című könyvekre.
- Az I'm Alive a Death Gate Cycle című könyvről szól.
- Az A Past and Future Secret című dal T.H. White Üdv néked Arthur király című művéről szól.
- A Mordred's Song Mordred karakteréről szól az azonos című könyvből.
- A The Script for My Requiem a Szent Grálról szól.
- Az Another Holy War Jézus Krisztus utolsó napjairól szól.
- Az And the Story Ends című dalban utalások vannak A végtelen történet című könyvre.
- A Bright Eyes azokról a gyerekekről szól, akiket bántalmaznak a szüleik.

## Külső hivatkozások
- A Blind Guardian hivatalos honlapja